# Gregor Glanz

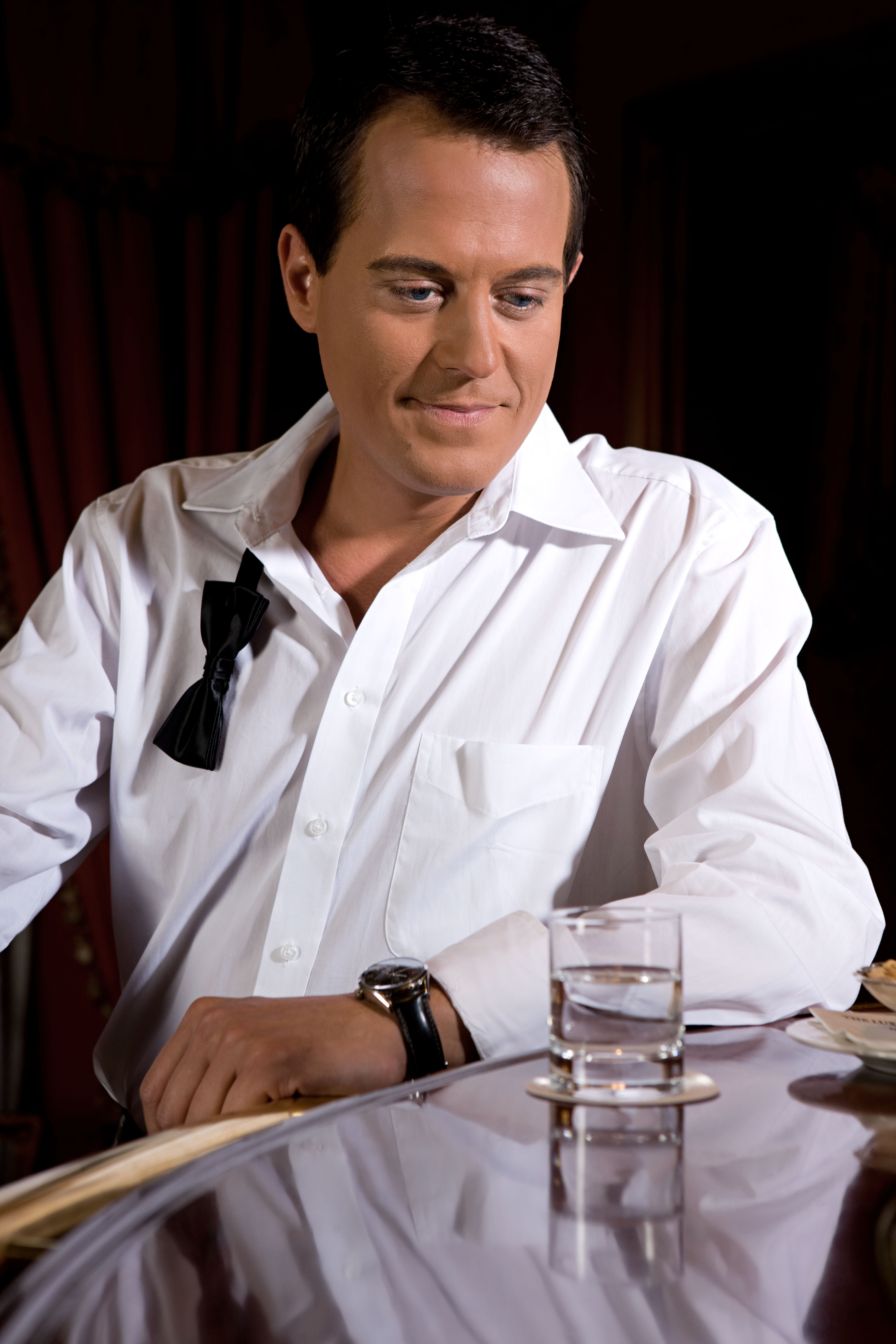
Gregor Glanz – Entertainer aus Österreich

Gregor Glanz (Künstlername; * 2. August 1979 in Innsbruck; früherer Künstlername Bernie Bennings, bürgerlich Bernd Brunmayr) ist ein Schlagersänger und Entertainer aus Österreich.

## Werdegang
Bereits in seiner Kindheit gestaltete er eigene Programme als Alleinunterhalter und Sänger für die Gäste der Pension seiner Eltern in Seefeld in Tirol. Als Jugendlicher sang er in der Rockband Ozon unter anderem mit Alfred Eberharter junior von den Schürzenjägern. 1997 löste sich die Band auf.
In den folgenden Jahren trat Gregor Glanz unter dem Künstlernamen Bernie Bennings als Partysänger auf, so zum Beispiel auf Mallorca, auf Kreuzfahrtschiffen und als Imitator von Elvis Presley und Joe Cocker (unter anderem in der Fernsehshow Lass dich überraschen mit Thomas Ohrner). Er veröffentlichte mehrere Schlagersingles und ein Musikalbum.
Nach mehrjähriger Pause legte er seinen bisherigen Künstlernamen ab und versuchte unter dem neuen Namen Gregor Glanz einen Neustart. Bei dem Majorlabel Universal Music nahm er sein Album Das ist dein Tag auf, das im März 2010 erschien. Neben Neukompositionen enthält das Album auch Coverversionen von bekannten Schlagern (Barfuß im Regen von Michael Holm; Zucker im Kaffee von Erik Silvester; Ich liebe das Leben von Vicky Leandros; Das ist dein Tag von Udo Jürgens), aber auch von Titeln aus anderen Genres (Durch den Monsun von Tokio Hotel; Dance With Somebody von Mando Diao in einer deutschsprachigen Version unter dem Titel Tanz). Obwohl das Album unter anderem als Musiktipp auf Sat.1 beworben wurde, wurde es ein Misserfolg und konnte sich in Deutschland überhaupt nicht, in Österreich nur eine Woche auf Platz 73 in den Verkaufscharts platzieren.
Im Frühjahr und Sommer 2011 begann Gregor Glanz, neue Lieder für seine zweite CD zu komponieren. Dafür arbeitete er mit dem österreichischen Musikproduzenten und Komponisten Manuel Stix und dem deutschen Textdichter Rainer Thielmann zusammen. Das Album 5 nach 8 erschien am 21. September 2012 bei Universal Music.
Im November 2012 gab er die Trennung von seiner Lebenspartnerin, der Schlagersängerin Petra Frey, bekannt.
2013 beteiligte er sich mit der Profi-Tänzerin Lenka Pohoralek an der Tanzshow Dancing Stars. Das Paar schied nach acht Sendungen aus und belegte den siebten Platz.
Am 25. Juli 2020 veröffentlicht Gregor Glanz mit seiner neuen Band „Shine“ seine erste internationale Single „We`ll be alright“ und erreichte Radio-Plays u. a. in Amerika, Australien, Deutschland, Österreich, Holland, Frankreich, Italien, Kanada, Polen, Schweiz, Belgien, Rumänien. Insgesamt 20 Wochen schafften sie es in Amerika in die Music Row Airplay Charts mit bester Platzierung auf Platz 85. Auch in Australien folgten trotz Corona mehr als 60 live Telefon-Interviews. In Österreich schafften sie es 3 Wochen in den I-Tunes Charts auf Platz 1 in der Kategorie Rock.

## Diskografie

### Als Bernie Bennings
- 1999 SOS (Single)
- 1999/2000 Zwischen Himmel und Hölle (Single)
- 2001 Startfrei (Album)
- 2001 Wir gehen nicht nach Hause (Single)
- 2001/2002 Lieber gleich als irgendwann (Single)
- 2004 I Take a Kiss (Single)
- 2004 As Long as there is Music (Single)

### Als Gregor Glanz
- 5. März 2010 Das ist dein Tag (Album)
- 27. Juli 2012 Bevor die Welt (Single)
- 21. September 2012 5 nach 8 (Album)

### Als SHINE
- 25. Juli 2020 „We'll be alright“ (Single)